# Olax acuminata
Olax acuminata là một loài thực vật có hoa trong họ Olacaceae. Loài này được Wall. ex Benth. mô tả khoa học đầu tiên năm 1840.